# Pandémie de Covid-19 en Birmanie
La pandémie de Covid-19 en Birmanie démarre officiellement le 23 mars 2020. À la date du 30 octobre 2022, le bilan est de 19 480 morts.

## Chronologie
Le 23 mars 2020, la Birmanie confirme les deux premiers cas de Covid-19 dans le pays.

## Statistiques

Nombre de cas en Birmanie depuis le début de l'épidémie.

Nombre de morts en Birmanie depuis le début de l'épidémie.